# Liste der deutschen altkatholischen Bischöfe
| Bischöfe               | von  | bis  | Bemerkungen                                     |
| ---------------------- | ---- | ---- | ----------------------------------------------- |
| Joseph Hubert Reinkens | 1873 | 1896 | liturgische und disziplinäre Reformen           |
| Theodor Weber          | 1896 | 1906 | Weihbischof seit 1895                           |
| Josef Demmel           | 1906 | 1913 |                                                 |
| Georg Moog             | 1913 | 1934 | erster verheirateter Bischof                    |
| Erwin Kreuzer          | 1935 | 1953 | ernannte Otto Steinwachs zum Weihbischof        |
| Johann Josef Demmel    | 1953 | 1966 | Träger des Großen Bundesverdienstkreuzes        |
| Josef Brinkhues        | 1966 | 1986 | Liturgiereform; eucharistische Gastfreundschaft |
| Sigisbert Kraft        | 1986 | 1995 | Weihe der ersten Diakonin                       |
| Joachim Vobbe          | 1995 | 2010 | Weihe der ersten Priesterin                     |
| Matthias Ring          | 2010 |      |                                                 |
| Weihbischöfe           | ab   |      | Bemerkungen                                     |
| Theodor Weber          | 1895 |      | ab 1896 Bischof mit Diözese                     |
| Georg Moog             | 1907 |      | ab 1913 Bischof mit Diözese                     |
| Otto Steinwachs        | 1946 |      | Träger des Bundesverdienstkreuzes 1. Klasse     |